# Phyllanthus dunnianus
Phyllanthus dunnianus là một loài thực vật có hoa trong họ Diệp hạ châu. Loài này được (H.L�v.) Hand.-Mazz. ex Rehder miêu tả khoa học đầu tiên năm 1933.